# 언허 어뤄쓰족 민족향
언허 어뤄쓰족 민족향(중국어 간체:恩和俄罗斯族民族乡, 한어병음:ēnhé éluósīzú mínzú xiāng, 몽골어:ᠡᠨᠻᠾᠡ
ᠣᠷᠣᠰᠶᠨ
ᠦᠨᠳᠡᠰᠲᠨᠢᠢ
ᠰᠤᠤᠷᠢᠨ, 러시아어:Эньхэ-Русская национальная волость) 또는 언허 러시아족 민족향은 중화인민공화국 내몽골 자치구 어얼구나시관할의 민족향으로 2011년 스웨이 어뤄쓰족 민족향이 폐지되면서 북부지역은 멍우시웨이 소목이 남부지역에 민족향이 설치되었다.
언허 어뤄쓰족 민족향은 중국의 유일한 어뤄쓰족 민족향이며  2016년 통계에 따르면 향의 총인구는 2,569명이다.

## 행정구역
8개의 촌은 관할한다.
```
언허 촌(恩和村), 차오양툰 촌(朝阳屯村), 샹양툰 촌(向阳屯村), 정양툰 촌(正阳屯村), 치카툰 촌(七卡屯村), 바카툰 촌(八卡屯村), 주카툰 촌(九卡屯村), 쯔싱툰 촌(自兴屯村).

```